# Villa Bellemaison

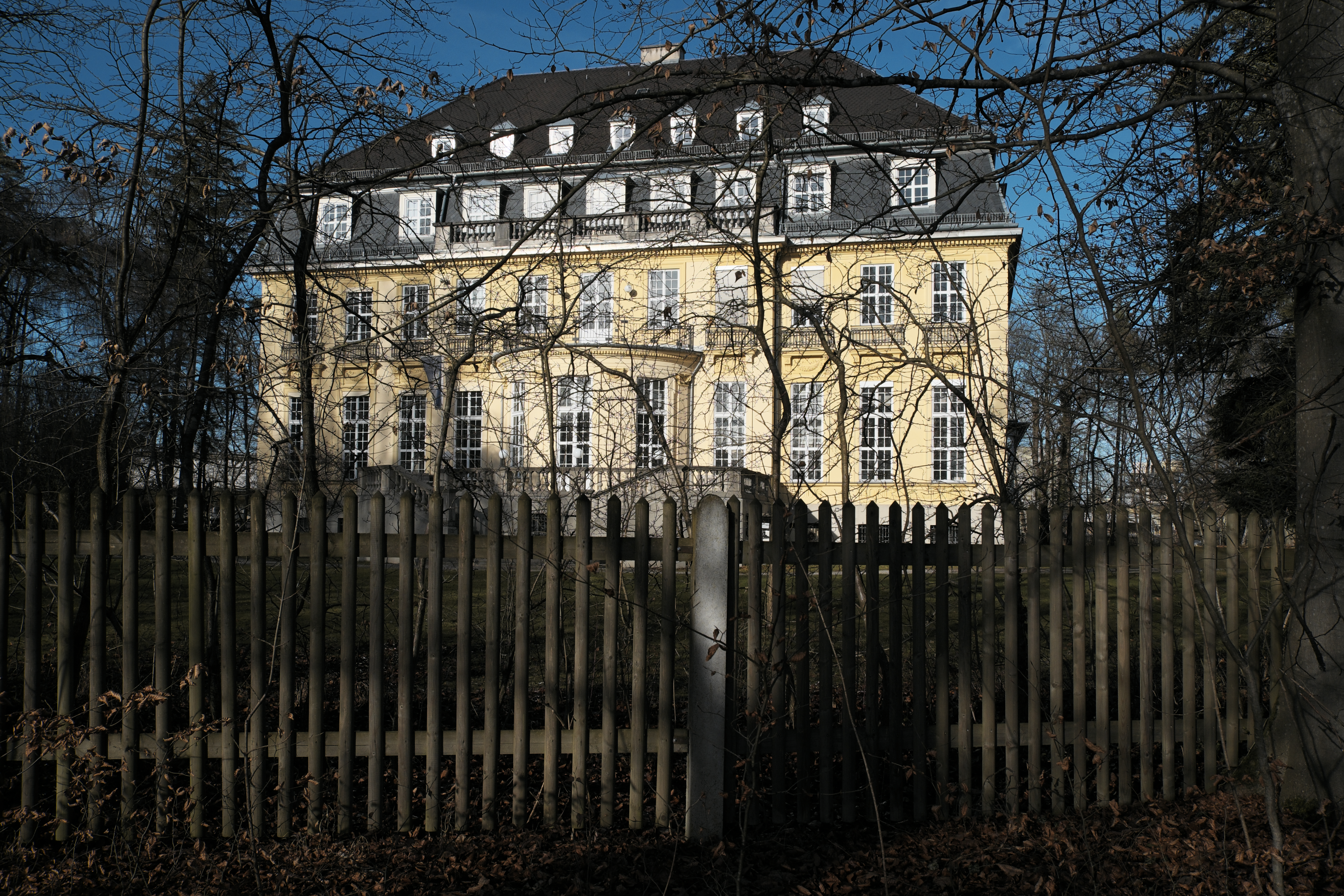
Villa Bellemaison in Höllriegelskreuth

Die Villa Bellemaison in Höllriegelskreuth, einem Gemeindeteil von Pullach im Isartal im Landkreis München, wurde 1908 für den Dichter Carl Sternheim (1878–1942) errichtet. Die Villa am Hochufer der Isar mit der Adresse Zugspitzstraße 15 ist ein geschütztes Baudenkmal.
Die palastartige zweigeschossige Anlage auf hohem Kellergeschoss mit Mansardwalmdach, Mittelrisalit, reicher architektonischer Fassadengliederung und Freitreppe wurde im Louis-seize-Stil nach Plänen des Architekten Gustav von Cube (1873–1931) erbaut. Der Architekt war der Schwager des Bauherrn Carl Sternheim.
Die Villa steht in einem großzügigen Park mit marmornem Brunnenbecken.
Die Linde AG kaufte die Villa und ließ 1986 rückseitig einen Anbau in Glas-Stahl-Architektur für Bürozwecke errichten.